# ヴォロス
ヴォロス（ギリシア語: Βόλος）は、ギリシャのテッサリア地方マグニシア県の県都である。アテネの326km北、テッサロニキの215km南にあり、ギリシャ本土の中心に位置する港町である。

## 概観
ヴォロスの町はパガシティコス湾の最奥部の、ケンタウロスの地であるピリオ山の麓にある、テッサリア地方からの海への唯一の出口である。町の人口は200,000人であり、ギリシャ国内で最大の農業生産を誇る地域であるとともに、重要な産業の中心である。ヴォロス港はギリシャ国内で3番目に大きな商業港であり、フェリーや水中翼船で近くのスポラデス諸島を結ぶだけでなく、ヨーロッパや中東、アジアとの架け橋ともなっている。またリムノス島やレスヴォス島、キオス島とも航路で結ばれている。
ヴォロスの街は、1955年の地震で壊滅的な被害を受けた後に再建されたために、ギリシャの中でも近代的な建物がかなり多い都市となっている。また地方共同体としてネア・イオニアやイオルコスがヴォロスの郊外にある。町の経済の基盤は工場や貿易、サービス業、観光などであり、しだいに成長している。またヴォロスにはギリシャ国内で最も有名なテッサリア大学の本部が置かれており、会議場や展示場、主要な文化的な催しや科学的な催し、国際基準のスポーツ設備などが整えられている。
ヴォロスはオリンピックに参加し、オリンピック・シティとして現在のギリシャの新しい面を世界の観客に見せる役割を果たした。またヴォロスは、ヨーロッパ陸上選手権のような競技大会の主催をつとめてきた。2013年の地中海競技大会の主催もする予定である。

## 歴史

### 古代
現代のヴォロスの町は、古代のデメトリアス、パガサエ、イオルコスの町の上に建っている。デメトリアスの町はマケドニア王国のデメトリオス1世によって建設された。イオルコスは、アルゴナウタイとともにアルゴ船に乗り、コルキスへ黄金の羊の毛皮を求めて航海した神話の英雄イアソンの故郷である。ヴォロスの町の西側には、アクロポリスと城壁がある新石器時代の紀元前4000年から紀元前1200年までの集落であるディミニや、紀元前6000年の最古のアクロポリスや王宮や邸宅があったセスクロの遺跡が残っている。

### 東ローマ帝国時代
14世紀の東ローマ帝国の歴史家によると、ヴォロスの町の名称は、もとはゴロスであった。最も有力な説によると、もともとはミケーネ時代のイオルコス(Iolkos)の町の名前が時代を経てゴルコス(Golkos)となり、のちにゴロス(Golos)となって現在のヴォロス(Volos)になった。他にも、伝説によるとこの地域の裕福な領主であったフォロスという人の名前から取られたという説もある。

### 現代のヴォロス
オスマン帝国時代はあまり重要でない寒村であったヴォロスは、19世紀半ばに急激な発展を遂げたため、比較的新しい都市である。近代的な街並みが最初に作られたのは1841年である。1858年にヴォロスにある家はちょうど60戸となり、そのほとんどが水辺沿いの、現在ではイアソノス街道として知られている場所に建っていた。1881年にヴォロスがオスマン帝国からギリシャに割譲された時には、ヴォロスの人口は4,900人ほどしかいなかったが、次の40年間で周辺の地域から商人や会社員、職人、船乗りとしてヴォロスに移住したために、町は急激に成長した。1920年にはイオニア地方やポントス地方、カッパドキア地方、東トラキア地方からの大量の難民がヴォロスに押し寄せた。人口調査によると、1920年にヴォロスの人口は30,046人であったのが、1928年には47,892人となった。そのうちヴォロス地区の総人口が41,706人であり、その16.25%にあたる6,779人はいわゆる「小アジアの不幸」によって難民となった人たちであった。また、ネア・イオニア地区の総人口は6,186人で、その83.51%にあたる5,166人が避難民であった。ヴォロス市全体の難民は11,945人で市の人口の25%にあたった。
ギリシャ領となってからは、工業団地の設置や港湾施設の拡張、観光業の成長、特にケンタウルス族のケイローンの故郷である景観の良いピリオ山や、マグニシア県やスポラデス諸島の美しいビーチへの観光客の増加によってヴォロスはさらに発展した。20世紀初頭の数々の内乱の影響は受けたが発展を続け、現在まで至っている。
ちなみに姉妹都市であるロストフ・ナ・ドヌには、「ギリシャの町・ヴォロスの街道(Улица Греческого Города Волос)」という街道があり、庭とバルコニーがある美しい20世紀初期の建造物が立ち並び、古いロストフの街に地中海の景色を与えている。

#### 地元の対抗意識
ヴォロスとラリッサの間でのライバル意識は強い。ヴォロス人によくある反応は、「ラリッサで一番素晴らしいものは何だい？ヴォロスへの道路標識じゃないのか？」といったものである。近隣同士というよりは、お互いの発展した住みやすい町に誇りを持っている同士なのである。

## 地理
マグニシア県の県都であるヴォロスは、ヴォロス、ネア・イオニアとイオルコスという3つの地方共同体から構成されている。緯度は北緯39度21分38秒83で、経度は東経22度56分57秒26である。ヴォロスの市域の多くは川などの自然境界によって分けられている。
主要な3つの川は全てピリオ山から流れていて、ヴォロスの町を独特な地形を作って西に流れ、パガシティコス湾に注いでいる。イーアソーンが渡ったことで有名なアナヴロス川は、ネア・デメトリアダ地区とヴォロスの町を隔てている。クラウシドナス川はヴォロスを流れていることで特に有名であり、町の中心部を通り、それぞれの地域を分け、ヴォロス地区とネア・イオニア地区の境界にもなっている。クシリアス川は3つの中で最も長い川であり、ネア・イオニア地区を流れている。
ヴォロスの地域は、生物学的に多様で環境も保護されているために、市の西側のネアポリ地区にあるブルブリトラ沼には幅広い水中生物の生態系が住んでいる。この沼は、まず人口が密集した地区に珍しく存在し、港湾施設があり、生物の多様性に優れ、100を超える種がマグニシアの生物イニシアティブによって設置された観察ポストで保護されている。しかし、今日では港湾施設の拡張が、パガシティコス湾の北部デルタ地帯の地形を変え、沼の動植物の生態系にも影響を与えている。
ヴォロスの市境の南東部はピリオ山の峰の一つであるゴリツァ丘陵となっていて、アグリアとの境界になっている。旧石器時代の居住地が今は課外活動センターとなっている。

### 気候
ヴォロスの気候は地中海性気候であり、一年を通して特に気温が高くも低くもならない。湿気も少なく、活動しやすい気候である。また、わずかではあるが、ピリオ山の状態がヴォロスの気候に影響する。

### 自然災害
ギリシャ全土には地震地帯が広がっており、ヴォロスも例外ではない。ヴォロスはこれまで数々の地震の被害を受け、居住地区の計画が行われてきた。最も有名であり、壊滅的な被害を受けたのは1954年から1955年にかけてであり、歴史的な建造物を含むヴォロスの街のほぼ全てが地震で破壊され、さらに同じ年に洪水がヴォロスの街を襲った。
また、2006年10月10日にも県内で最悪を記録した洪水が発生し、作物や果樹園、多くの建物が水に浸かった。さらに土石流によってヴォロスとラリッサを結ぶ鉄道橋と町の5分の1が流された。

## 都市計画

### 建築
ヴォロスの都市構造は、広場と街道によって格子状になっていて、新古典主義建築の建造物や、古い工場と、多くの緑地、そして海岸と埠頭があることに特徴がある。こういった要素が、ギリシャで最も美しい街の一つであるヴォロスの雰囲気と独自性を生み出している。現在のヴォロスの都市計画は1882年に出されており、そのすぐ後のヴォロスの解放が新古典主義的な都市計画の概念に大きく影響したのである。この計画によってヴォロスの2つの中心である、城とネア・マガズィアは街道によって結ばれ、ヴォロスの発展の鍵となったのであった。また、1922年の難民の移住と1955年の大地震によって現在のヴォロスの街が出来上がった。

### ネア・マガズィア
ネア・マガズィアの建設は、幾何学的にデザインされた計画を基として、1841年に始められた。この計画の特徴は、街道を海岸に沿って平行にし、その両端に店舗や住宅を建設するというものだった。そしてその街道が、現在のディミトリアドス街道やイアソノス街道、K.カルタリ街道、イオルコス街道、そしてエルム街道となっているのである。

### 新古典主義建築
ヴォロスの街は、発展するごとに新古典主義建築の建物が増加した。公共の建造物や裕福な商人の私邸などは特に美しい造りとなっている。
- ホテル・ド・フランス (1894、イアソノス街道とK.カルタリ街道)
- 国立銀行 (1895) - 以前のイピロテッサリア銀行
- アテネ銀行 (1903) - 現在はテッサリア大学の図書館となっている。
- アキロプレイオン病院 (1901)
- ヴォロス考古学博物館 (1909、アタナサケイオ地区)
- 農業銀行 (1909) - 以前のコスマドプロス銀行
- アキレイオン劇場 (1925)
- エグリ・ホテル (1927) - 設計者はカッシオプロス
- 空軍高等公式クラブ (聖コンスタンティノス公園付近) - 設計者はル・コルビュジエだと言われている。
- ギリシャ銀行 (1935)
- アヴェロフェイアン司法裁判所
- カルタリス、グラヴァニス、カステミス、サラツィス地区の家々
- サラフォプロスの邸宅 (1927) - 現在はヴォロス・クラブとなっている。
- レガスの家とその装飾 - 現在はギリシャ人女性のリュケイオンとなっている。

### 産業施設
ヴォロスの工場とタバコの卸売店は、19世紀末から20世紀前半にかけて、ヴォロスの産業が飛躍的に成長する様子を写し出している建造物の一つである。これらのほとんどは鉄道沿いか港の付近にあるのだが、ヴォロスの市街地の中にも点在している。また、多くがヨーロッパの著名な建築家や技師が設計し、装飾したものである。現在では多くのこうした建物が、修復されたり機能をかえたりして残存している。
- スタマトプロス機関工場 (1883)
- グラヴァニ・カザズィ工場 (1896)
- パパギョルギュ織物工場 (1905)
- モルトズク織物工場 (1908)
- アダモプロス綿織物工場 (1908) - 現在は体育館となっている。
- パパギアノプロス製鉄場 (1909)
- ヴォロス電気会社 - 1911年まで使用されたが、現在はヴォロス音楽劇場となっている。
- ツァラパタス煉瓦工場 - 1925年まで使用されたが、現在は国立産業考古学博物館となっている。
- エトメクツォル養蚕場 (1926) - 現在は絹の博物館となっている。
- スピレル・タバコ卸売店 (1926) - 現在はドルリー大学の本部となっている。

### ネア・イオニアの避難民集落
ネア・イオニアの歴史は、スミルナが陥落し、200万人のギリシャ人が住民交換によって小アジアの祖先の地を追われた時から始まっている。1924年2月末に避難民の町が、以前はテトラゴナと呼ばれていた、クシロカンボスの乾燥した土地に建設されることになった。1925年夏には初めの集落が完成し、ツィメデニアと呼ばれ、中央広場の西端に建設された。後にはペトリナの集落がさらに西に建設されることになる。同時にツァマリオティカとゲルマニカの集落が東に完成し、現在の景観が出来上がった。現在中央広場の周囲を再建しようという計画が出されている。

## 人口統計

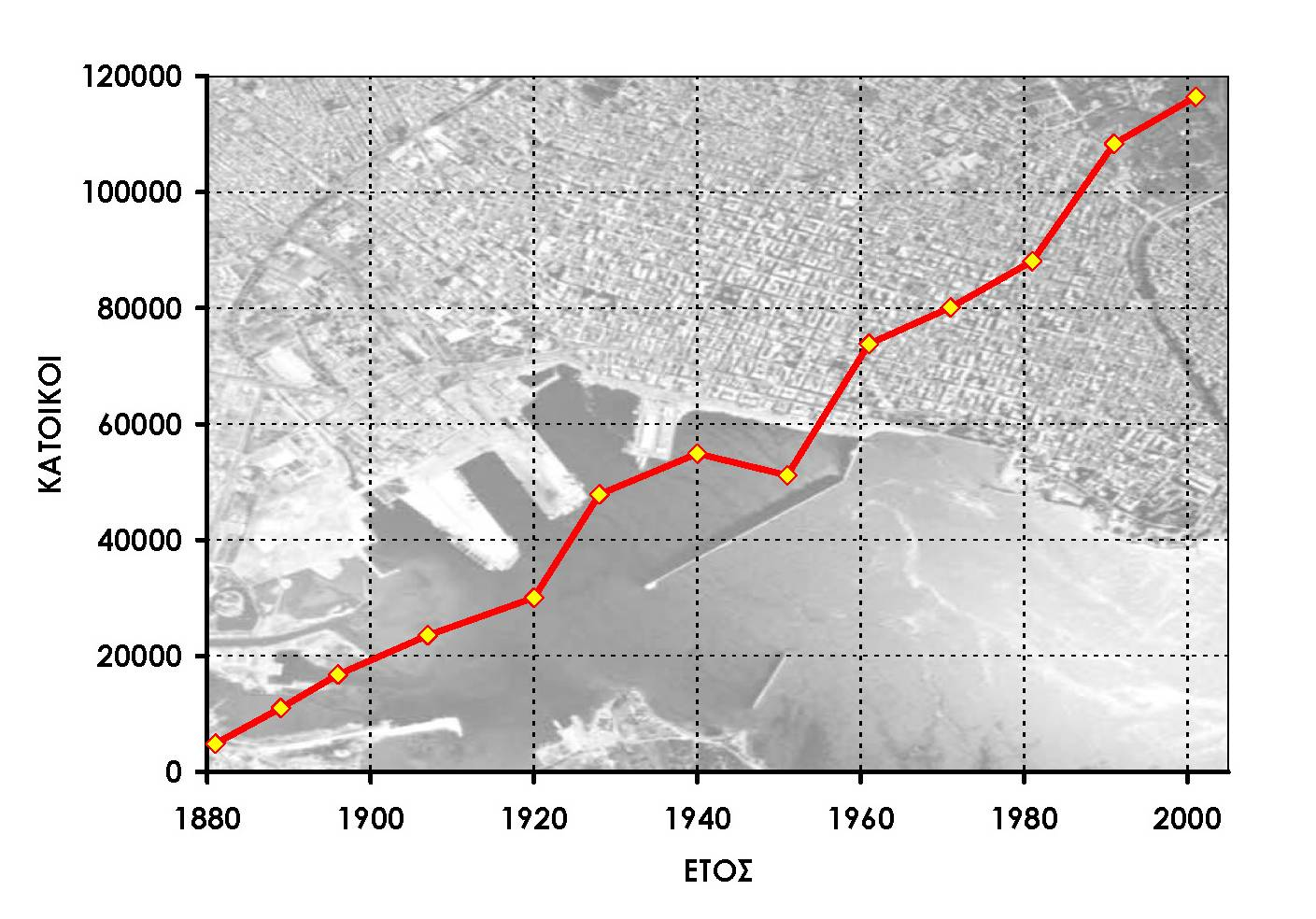
1881年から2001年までの人口推移

ヴォロスは比較的新しい町であり、町の統計によると、ギリシャ王国に併合された1881年から実質人口が増加している。この時点での人口は4,000人であり、そのほとんどが城の地域（現在のパライア地区）に居住していた。20世紀に入ると人口は急増し、実質人口は200,000人を超えた。
人口の多くを占めるのは1924年に建設された地域に住む避難民で、現在はヴォロスの人口の34%を占めている。他の30%はテッサリア地方からの移住者で、1890年に始まり、1970年代にピークを迎えた。あとの人々は主にピリオやアルミュロスや他のギリシャ地域からの移住者である。また、ヨーロッパの他地域からの移住者も多い。
ヴォロスは現在ギリシャの都市の中で最も都市化された町の様相を呈しており、第一次産業人口が6%、第二次産業人口が42%、第三次産業人口が52%となっている。また、マグニシア県人口の65%以上がヴォロスに住んでいる。

### 人口推移
| 年   | 人口（人） | 増減          | 都市人口（人） |
| ---- | ---------- | ------------- | -------------- |
| 1981 | 71,378     | -             | 103,000        |
| 1991 | 77,192     | +5,814/+8.14% | 120,000        |
| 2001 | 82,439     | +5,247/+6.79% | 150,000        |

## 経済
ヴォロスは、港湾施設を持つことと、ギリシャの2大中心都市であるアテネとテッサロニキのちょうど中間に位置するという戦略的重要性のために、ギリシャの中では最も産業化した都市の一つとなった。産業は鉄の生産と製造業に特化しており、METKAはヴォロスの工業地域に2つの大きな工場を、製鉄会社のSIDENORはヴォロス近郊のアルミロスに大きな工場をそれぞれ所有している。また、ギリシャ製鉄産業(Ελληνική Χαλυβουργία)はヴォロスに生産施設を所有し、Lafargeグループの一つAGET-Hraklisは、ヴォロスの町の近郊に私有港を設けた巨大なセメント工場（収容量は7,000,000トン超）を運営している。また、ヴォロスは研究部門も活発であり、CERETETHが主導している。

## 領事館
ヴォロス市は、アテネとテッサロニキの両方とを結んでいるヴォロス港の戦略的地位から、テッサリア地方や中央ギリシャ地方の金融、経済、商業、行政について問題に大きな役割を果たしている。結果として、ヴォロス市と良い関係を築こうとする投資家によってかなりの投資が行われている。ヨーロッパのいくつかの国はヴォロスに領事館を建てて、投資を支えている。現在では7か国の領事館がヴォロスにある。代表的な国を下に挙げると、
- イタリア
- フランス
- ベルギー
- ドイツ
- デンマーク

などがある。

## 著名な出身者
- イーアソーン (神話の英雄)
- ペレウス (神話の英雄)
- テオフィロス・ハツィミハイル (1871-1934、画家)
- ジョルジョ・デ・キリコ (1888-1978、画家・彫刻家)
- ソフィア・ヴェンボ (1910-1978、歌手)
- ヨハンネス・アルギュリス (1913-2004、建築家)
- フェドン・キジキス (1917-1999、ギリシャ軍司令官・大統領)
- ヴァンゲリス (1943-2022、音楽家)
- イオルゴ・ムツィアラス (1976-、オーケストラ指揮者)
- ヨルゴス・フドゥリス (1964-、音楽家)
- パラスケヴィ・ツィアミタ (1972-、陸上選手)
- オルガ・ヴァズデキ (1973-、陸上選手)
- バシレイオス・ポリメロス (1976-、ボート選手・メダリスト)
- ニコラオス・スキアティティス (1981-、ボート選手・メダリスト)
- エレナ・パパリズー (1982-、歌手)

## スポーツ

### サッカー
- オロンピアコス・ヴォロスFC
- ニキ・ヴォロスFC

### 水上スポーツ
- OEA NAB
- NOBA
- OYK
- IOVATH

### その他のスポーツ
- Volos MOTOLEV（オートバイ）
- Volos LEKOV（クラシック自動車）
- ヴォロス射撃クラブ
- Volos Aircooled Club
- FCエルミス・サッカー大学
- テッサロニキ洞窟研究クラブ・チロン

## 観光名所
- 古代セスクロ
- 古代デメトリアス
- 古代デメトリアスの水道.
- ゴリツァ丘陵
- パンテサリコ競技場（2004年アテネ五輪で使用）
- 伝説のアルゴー船の再現模型
- アナヴロス野外彫刻美術館
- ピリオ電車
- 至聖三者教会（グナロプロス1世により装飾された）
- ギリシャ銀行
- アキレイオン劇場
- 聖コンスタンティノス教会
- ヴォロス城（パライア地区）

## 美術館・博物館
- ヴォロス考古学博物館
- ヴォロス市立現代歴史博物館
- ギリシャ国立鉄道博物館（ヴォロス駅）
- 国立産業歴史博物館（ツァラパタス地区）
- 絹の博物館（ネア・イオニア地区）
- オリーブ博物館（パンテッサリコ博物館内）
- ゾギア美術館
- アレクサンドロス・K・ダムツァス博物館
- キツォス・マクリス民俗博物館
- アタナシオス・クトルンバス昆虫博物館

## 交通

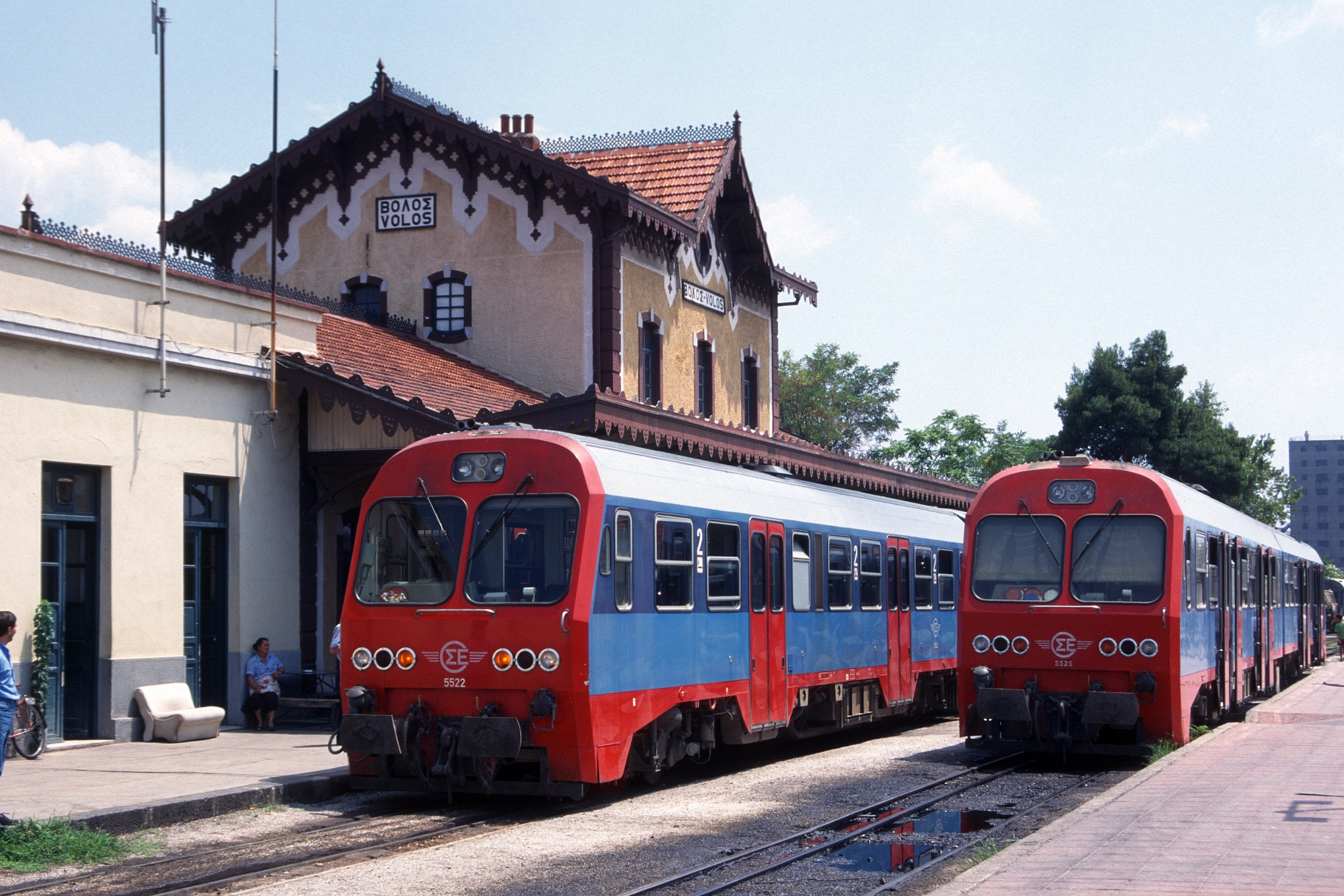
1995年のヴォロス駅

全ての陸上交通はヴォロスを通り、ネア・アンキアロスにある中央ギリシャ国際空港によって国際線がヴォロスを通っている。また海路では、ヴォロス港とほとんどのスポラデス諸島の島々やピリオ山との間で運航されている。

### 幹線道路
ヴォロスはE75（欧州自動車道路の一部）によって北部ギリシャおよび南部ギリシャと結ばれている。また隣には、西部ギリシャやイグメニツァを通り、テッサリア平原内部を抜けるE65が2012年に完成予定である。

### 空港
ヴォロスの町は、他の中央ギリシャ地方の町とともに、新設されたネア・アンキアロスにある中央ギリシャ国際空港によって、ギリシャの他の地域やヨーロッパ各地と結びついている。中央ギリシャ国際空港はギリシャ国内で最大級の滑走路を誇り、1時間に1,500人の旅行客と100機の航空機がここを飛び立つ。

### 鉄道
ヴォロスの鉄道駅は、中央ギリシャの併合後すぐにエヴァリスト・デ・キリコによって建設された。現在でも一部は美しい1884年時代の建造物であり、威厳のある雰囲気を醸し出している。隣の新古典主義建築の建物は、1900年から1903年にかけて、テッサリア鉄道株式会社の経営取締役として派遣された、エヴァリスト・デ・キリコによって建設されたものである。
現在ではヴォロス駅は、直行便で他のギリシャの地域と結ばれ、複雑な鉄道施設は車両整備に使用されている。アテネ行きは1日1便、テッサロニキ行きは1日2便、ラリッサ行きは1日15便運行されている。

## 姉妹都市
- ル・マン、フランス
- ロストフ・ナ・ドヌ、ロシア連邦
- ソチ、ロシア連邦
- プレヴェン、ブルガリア
- スメデレヴォ、セルビア

## 参考
- "PDF (875 KB) 2001 Census" (ギリシャ語). National Statistical Service of Greece (ΕΣΥΕ). より (2007-10-30)
- "Basic Characteristics". Ministry of the Interior.(ギリシャ語) より (2007-08-07)
- "Greece to host 2013 Mediterranean Games", ANA-MPA, より (2007-10-28)
- "AGET Hraklis Facilities".